# ポッレンツァ
ポッレンツァ（伊: Pollenza）は、イタリア共和国マルケ州マチェラータ県にある、人口約6,200人の基礎自治体（コムーネ）。

## 地理

### 位置・広がり
マチェラータ県のコムーネ。県都マチェラータから西南西へ9kmの距離にある。

#### 隣接コムーネ
隣接するコムーネは以下の通り。
- マチェラータ
- サン・セヴェリーノ・マルケ
- トレンティーノ
- トレイア

### 気候分類・地震分類
ポッレンツァにおけるイタリアの気候分類 (it) および度日は、zona D, 2039 GGである。
また、イタリアの地震リスク階級 (it) では、zona 2 (sismicità media) に分類される。

## 行政

### 分離集落
ポッレンツァには、以下の分離集落（フラツィオーネ）がある。
- Campomaggio, Cantagallo, Casette Verdini, Colle, Molino, Morla, Mozzavinci, Pollenza Scalo, Rambona, Rotelli, Trebbio